# Grupo Desportivo de Bragança
O Grupo Desportivo de Bragança é um clube desportivo português, localizado no Norte do país, na cidade de Bragança, distrito de Bragança, fundado em 11 de junho de 1943. Atualmente participa do Campeonato de Portugal, na Série A, e tem como presidente Paulo Afonso.
Da formação do Desportivo de Bragança destacam-se jogadores como Pizzi e Pardalinho.

## Futebol

### Histórico (inclui 2012/13)
|                  | Nº Presenças | Títulos                                         |
| ---------------- | ------------ | ----------------------------------------------- |
| Liga NOS         | 0            |                                                 |
| Segunda Liga     | 0            |                                                 |
| 2ª Divisão B     | 9            |                                                 |
| 3 Divisãoª       | 16           | 5 (1978/79, 1985/86, 1999/00, 2002/03, 2012/13) |
| Taça de Portugal | 43           | 0 (Melhor Quartos Final)                        |
| Taça da Liga     | 0            | 0                                               |
| Taça FPF         | 1            | 1 (1976/77 - 3ªD)                               |

## Títulos
- III Divisão: 4 1978/79, 1985/86, 2002/03, 2012/13[4]
- Taça Federação Portuguesa Futebol 3ª Divisão: 1976/77

## Estádio
A equipa de futebol disputa os seus jogos caseiros no Estádio Municipal Eng.º José Luís Pinheiro (Estádio Municipal Eng.º José Luís Pinheiro) que atualmente tem uma capacidade para 7 000 espectadores.

## Símbolo
Segundo os estatutos o clube tem como símbolo um escudo amarelo, com uma torre no centro e atravessado transversalmente por um faixa azul. É encimado por uma bola alada, sob a qual estão gravadas as iniciais GDB.

## Equipamento
O Equipamento para as modalidades desportivas é constituído por camisolas amarelas debruadas a azul e calção azul.

## Marca do equipamento
A equipa de futebol enverga equipamento da marca Strike e tem o patrocínio de Fepronor nesta época (2018/19)